# Chad Senior
Chad Alexander Senior (Fort Myers, 27 dicembre 1974) è un pentatleta statunitense.

## Palmarès
In carriera ha conseguito i seguenti risultati:
- Mondiali:

Pesaro 2000: oro nel pentathlon moderno a squadre e staffetta a squadre.
Mosca 2004: argento nel pentathlon moderno a squadre e staffetta a squadre.